# D-Link
D-Link — тайваньский производитель сетевого и телекоммуникационного оборудования.

## История
Компанию основал в 1986 году Кен Као под названием Datex Systems. Первой продукцией стали сетевые карты. В 1992 году компания сменила название на D-Link Corporation. В 1994 году компания стала публичной, первой среди тайваньских производителей сетевого оборудования разместив свои акции на Тайваньской фондовой бирже. К середине 1990-х годов оборот компании достиг 150 млн долларов США, она продавала 5 млн сетевых карт в год; в основном эти платы были предустановлены в готовые персональные компьютеры, поэтому бренд D-Link оставался малоизвестным; также компания занималась контрактным производством для американских компаний, таких как Cisco. В 1998 году был открыт завод в провинции Гуандун (КНР). В 2000 году было создано совместное предприятие с Legend Holding для производства сетевого оборудования.
Филиал в Индии был основан в 1993 году, с 1995 года он называется D-Link (India) Private Limited. К концу 1990-х годов он занял лидирующие позиции на индийском рынке модемов. В 2001 году акции филиала были размещены на Национальной фондовой бирже Индии.
С 2000 года компания начала осваивать новые виды продукции, такие как оборудование для IP-телефонии, сетевые шлюзы и кабельные модемы. В 2003 году контрактное производство было выделено в самостоятельную компанию Alpha Networks. В 2005 году оборот компании достиг 1 млрд долларов, из них 425 млн приходилось на США, другими важными рынками были КНР, Индия и Восточная Европа.

## Деятельность
Выручка компании за 2022 год составила 17,08 млрд новых тайваньских долларов (556 млн долларов США). На страны Азии пришлось 64 % выручки, на Европу — 29 %, на Америку — 8 %.

## Продукция
Основные группы производимых устройств:
- Коммутаторы Ethernet
- Беспроводное оборудование стандарта Wi-Fi
- Устройства семейства xDSL
- IP-камеры
- Преобразователи среды
- Маршрутизаторы
- Межсетевые экраны
- Сетевые адаптеры
- Оборудование VoIP
- Принт-серверы
- Переключатели KVM
- Модемы
- Накопители NAS,SAN
- Оборудование GEPON

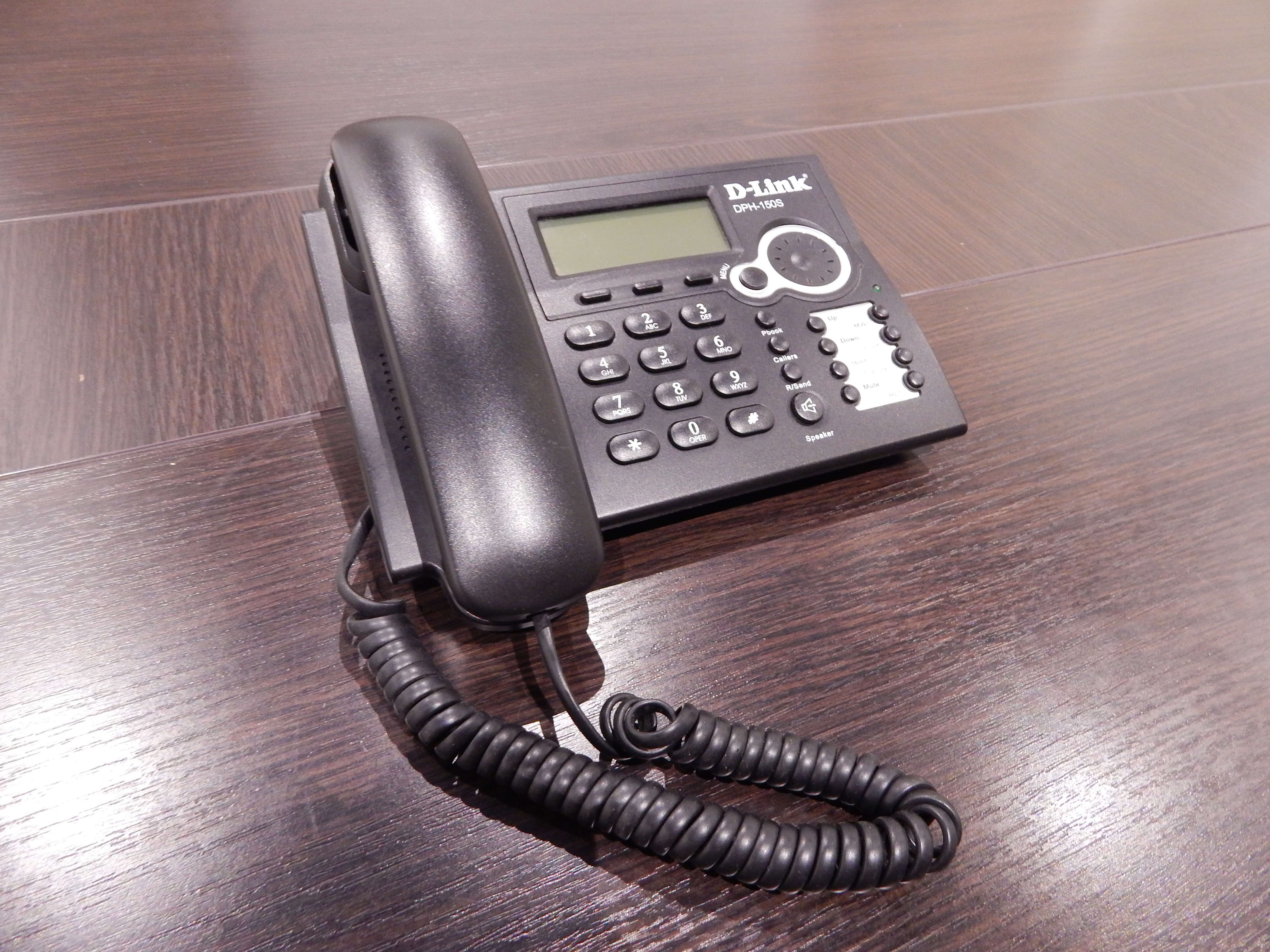
IP-телефон DPH-150S
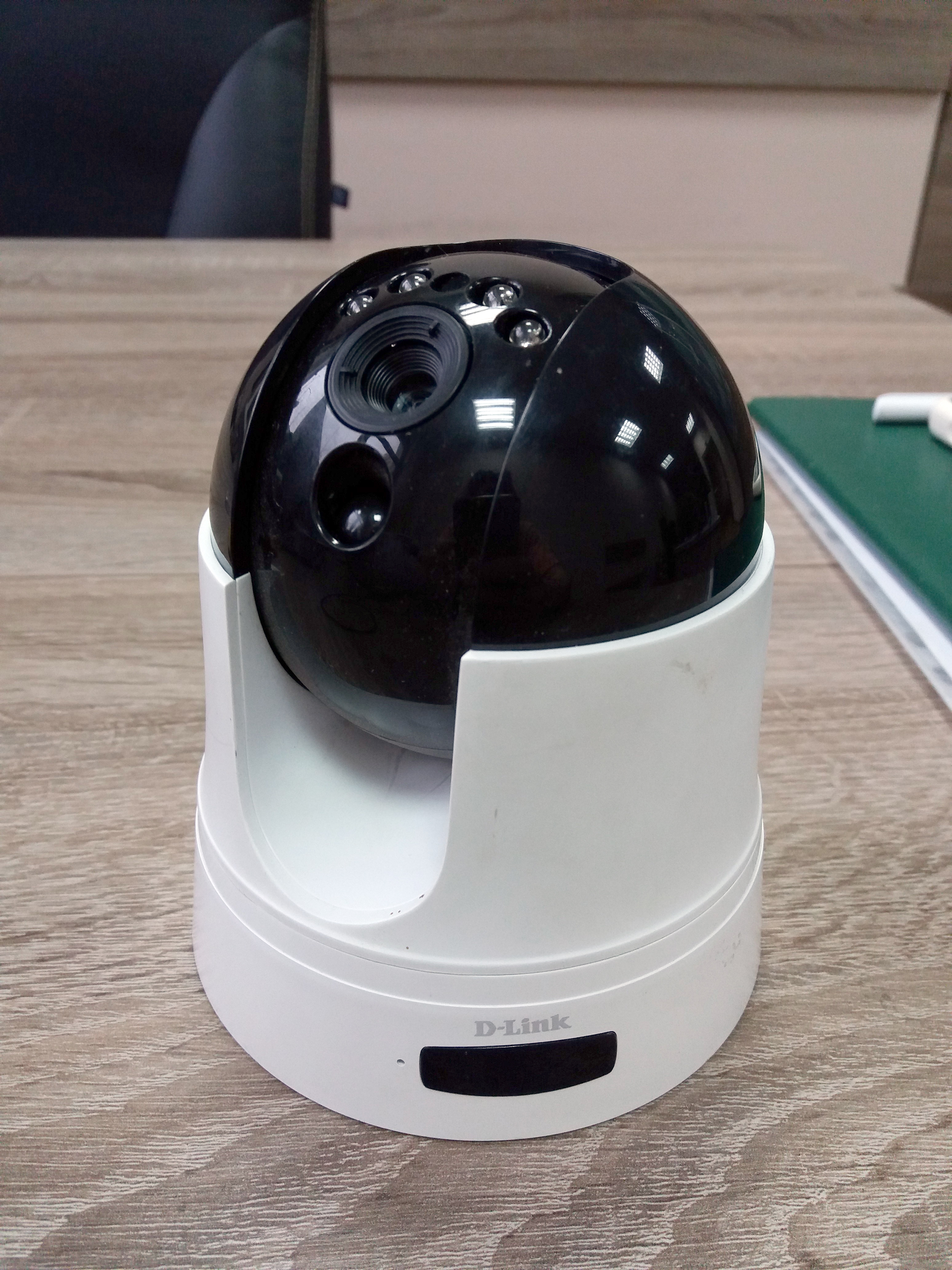
IP-камера DCS-5211L
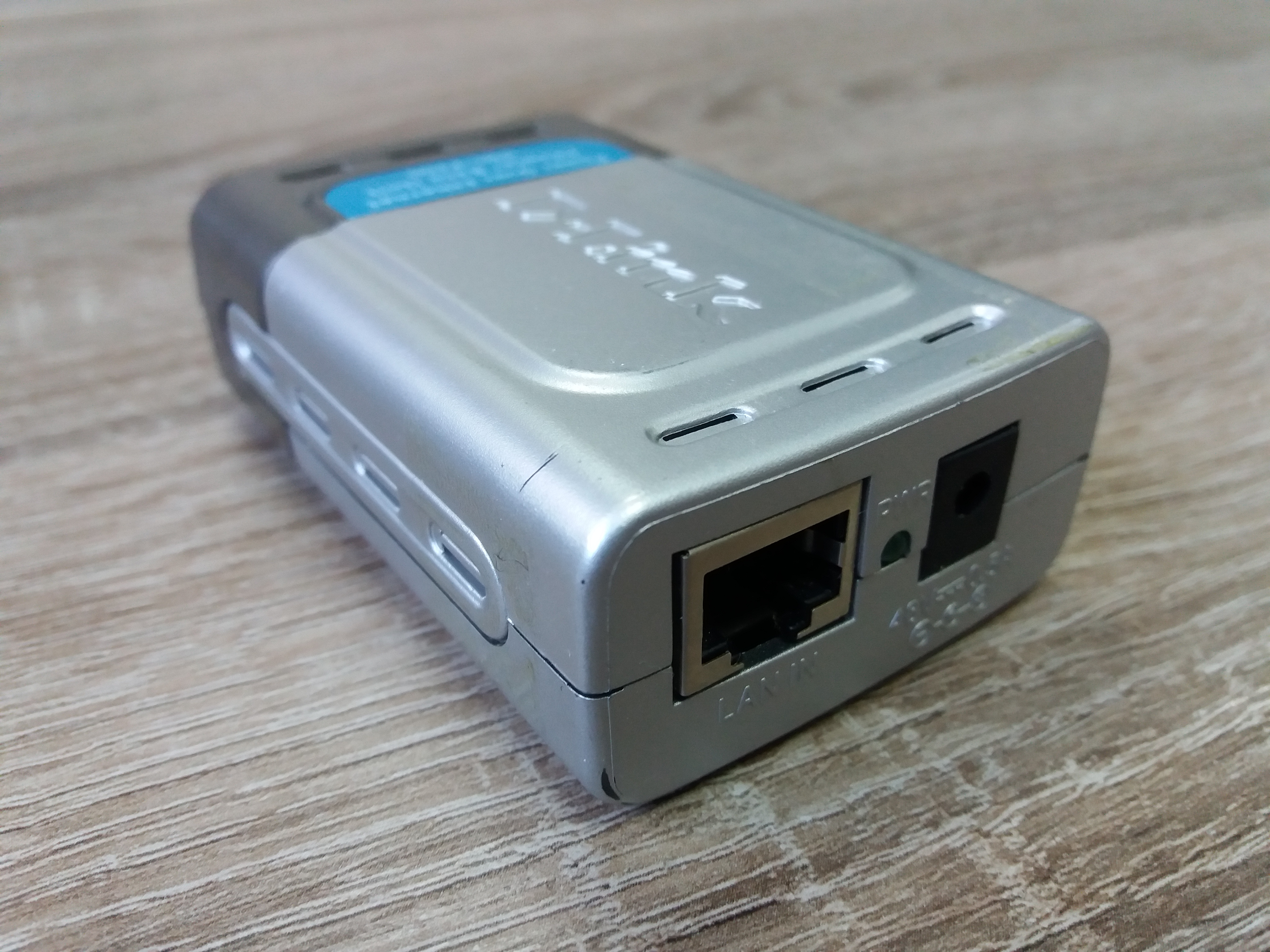
PoE-адаптер DWL-P200

## Альтернативные прошивки
Компания D-Link постоянно оптимизирует программное обеспечение выпускаемых устройств и предоставляет свободный доступ к новым разработкам через ftp-сервер. Устройства D-Link работают под управлением специализированных ОС с ядром Linux, что даёт права и возможности изменения прошивок (firmware) и создания альтернативных прошивок, например DD-WRT.
Существуют отдельные энтузиасты, а также команды разработчиков альтернативного встраиваемого программного обеспечения для ряда моделей многих производителей телекоммуникационного оборудования. У части потребителей эти прошивки пользуются популярностью, так как добавляют функциональность устройствам, а также исправляют ошибки более оперативно, чем официальные службы поддержки. В списках поддерживаемого оборудования есть и модели D-Link. После изменения прошивки на альтернативную устройство может выйти из строя.[уточнить]

## Критика
- В 2006 году датский программист Поуль-Хеннинг Камп[англ.] обнаружил, что все сетевые устройства производства D-Link используют его NTP-сервер для синхронизации времени, что приводило для него к большим расходам на услуги интернета. В апреле того же года компания и Камп пришли к соглашению, что новое оборудование D-Link будет использовать другие серверы[4][7].
- В 2010 году были обнаружены уязвимости в программном обеспечении некоторых моделей маршрутизаторов D-Link, которые позволяли хакерам получить права администратора[4].
- В 2015 году стало известно, что маршрутизаторы производства D-Link и ZTE с операционной системой ZynOS[англ.] уязвимы для отравления кэша DNS[4].